# Двуцветно ловкоопашато бодливо свинче
Двуцветното ловкоопашато бодливо свинче (Coendou bicolor) е вид бозайник от семейство Дървесни бодливи свинчета (Erethizontidae).

## Разпространение и местообитание
Разпространен е в Боливия, Еквадор, Колумбия и Перу.